# Consejo de la Juventud del Principado de Asturias
El Consejo de la Juventud del Principado de Asturias (CJPA, en asturiano denominado Conseyu de la Mocedá del Principáu d'Asturies - CMPA) es un organismo autónomo dependiente del Principado de Asturias creado en el año 1986 y adscrito actualmente de la Consejería de Ordenación del Territorio, Vivienda, Urbanismo y Derechos Ciudadanos.

## Comisión Permanente
La Comisión Permanente del CMPA es el órgano ejecutivo encargado de coordinar las políticas juveniles y garantizar la implementación de las decisiones adoptadas en la Asamblea Xeneral. Su composición, renovada periódicamente, refleja la diversidad del asociacionismo juvenil asturiano 
| Cargo              | Nombre                         | Afiliación                               | Área de responsabilidad            |
| ------------------ | ------------------------------ | ---------------------------------------- | ---------------------------------- |
| Presidencia        | Claudia Lera García            | Estudiantes Progresistas (EP)            | Incidencia política                |
| 1ª Vicepresidencia | Diego Prada Lazcano            | Juventudes Socialistas de Asturias (JSA) | Área Interna y Asociacionismo      |
| 2ª Vicepresidencia | María Isabel González Castillo | Conseyu de la Mocedá de Uviéu (CMU)      | Igualdad                           |
| Secretaría         | Rodrigo Díaz Calvo             | Izquierda Unida Mocedá (IU Mocedá )      | Agenda 2030                        |
| Tesorería          | Alejandro Braña Barcia         | Revolución ugetista (RUGE)               | Socioeconómica                     |
| Vocalía            | Claudia Parajón Noval          | Nuevas Generaciones (NNGG)               | Salud y Deporte                    |
| Vocalía            | Elena Gutiérrez Martínez       | Espacio joven CCOO                       | Educación                          |
| Vocalía            | Laura Menéndez Suárez          | Organización Juvenil Española (OJE)      | Educación no formal y Voluntariado |

### Marco legal
La Comisión se rige por:
- Ley del Principado de Asturias 6/2019, de Participación y Promoción Juvenil
- Reglamento Interno del CMPA (actualizado en enero de 2025).

## Funciones
Su función principal es ofrecer una vía de libre adhesión para favorecer la participación, representación y consulta de la juventud en el desarrollo político, social, económico y cultural del Principado de Asturias
- Fomentar entre los y las jóvenes el asociacionismo juvenil como fórmula válida de abordar, conjuntamente, las cuestiones que les afecten, proponiendo conjuntamente las soluciones y alternativas a las mismas. 
- Representar a sus miembros en los organismos y actividades nacionales para la juventud, de carácter gubernamental, así como en intercambios y actividades internacionales del mismo carácter. 
- Promover actividades dirigidas a asegurar la participación de los y las jóvenes en las decisiones y medidas que les afecten. 
- Colaborar con la Administración Regional en la elaboración de estudios, emisión de informes y participando en comités y organismos que se ocupen de los problemas de la juventud, con el objetivo de mejorar la calidad de vida de los y las jóvenes asturianos/as.

## Lista de presidentes/as
Claudia Lera García (2024-Actualidad)
Daniel Sierra Suárez (2022-2024)
Álvaro Granda Cañero (2018-2022)
Sheyla Suárez Suárez (2015-2018)
Marcelino Sánchez Álvarez (2010-2015)

## Sede social
La sede actual del Consejo de la Juventud es en Oviedo, Calle Fuertes Acevedo, 10, BJ.